# پرچم سیرالئون
پرچم سیرالئون پرچمی سه‌رنگ با تناسب ۲:۳ است که در سال ۱۹۶۱ میلادی پذیرفته شد. این پرچم از سه نوار افقی هم‌اندازهٔ سبز، سفید و آبی‌رنگ تشکیل شده است که نوار سبز در بالا، سفید در میان و آبی در پایین آنها قرار دارد.

## نمادشناسی
در پرچم سیرالئون رنگ سبز نماد کشاورزی، کوهستان‌ها و منابع طبیعی، سفید نماد وحدت و عدالت و آبی نماد دریا و بندرگاه طبیعی فری‌تاون است.

## دیگر پرچم‌ها

پرچم رئیس‌جمهور سیرالئون
پرچم سفیران سیرالئون
پرچم نیروی دریایی سیرالئون